# ناحیه سارانده
استان سارانده (به آلبانیایی: Rrethi i Sarandës) نام یکی از استان‌های سی‌وشش‌گانه کشور آلبانی است.